# Henriksdal
För andra betydelser, se Henriksdal (olika betydelser).

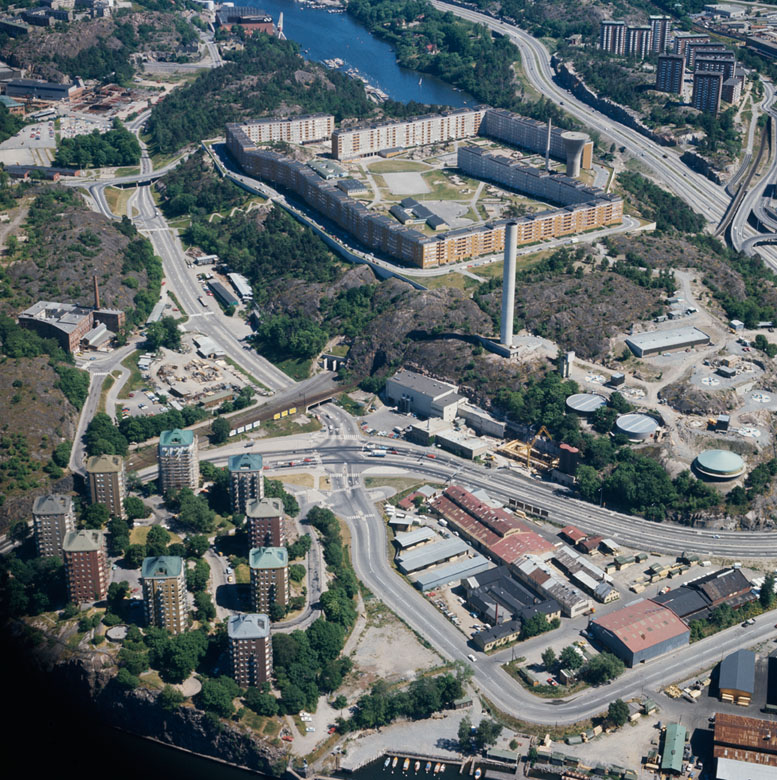
Henriksdal 1970 med Henriksdalsberget upp till höger och Danviksklippan längst ner till vänster. Diagonalt över bilden sträcker sig den egentliga dalgången.

Henriksdal är ett område i Sicklaön inom Nacka kommun i Stockholms län. Det gränsar till Danviken, Henriksborg, Finnboda, Gäddviken, Alphyddan (vattengräns i Svindersviken) samt Södra Hammarbyhamnen i Stockholms kommun. Genom Henriksdals dalgång sträcker sig Kvarnholmsvägen.

## Historik

### Henriksdals gård

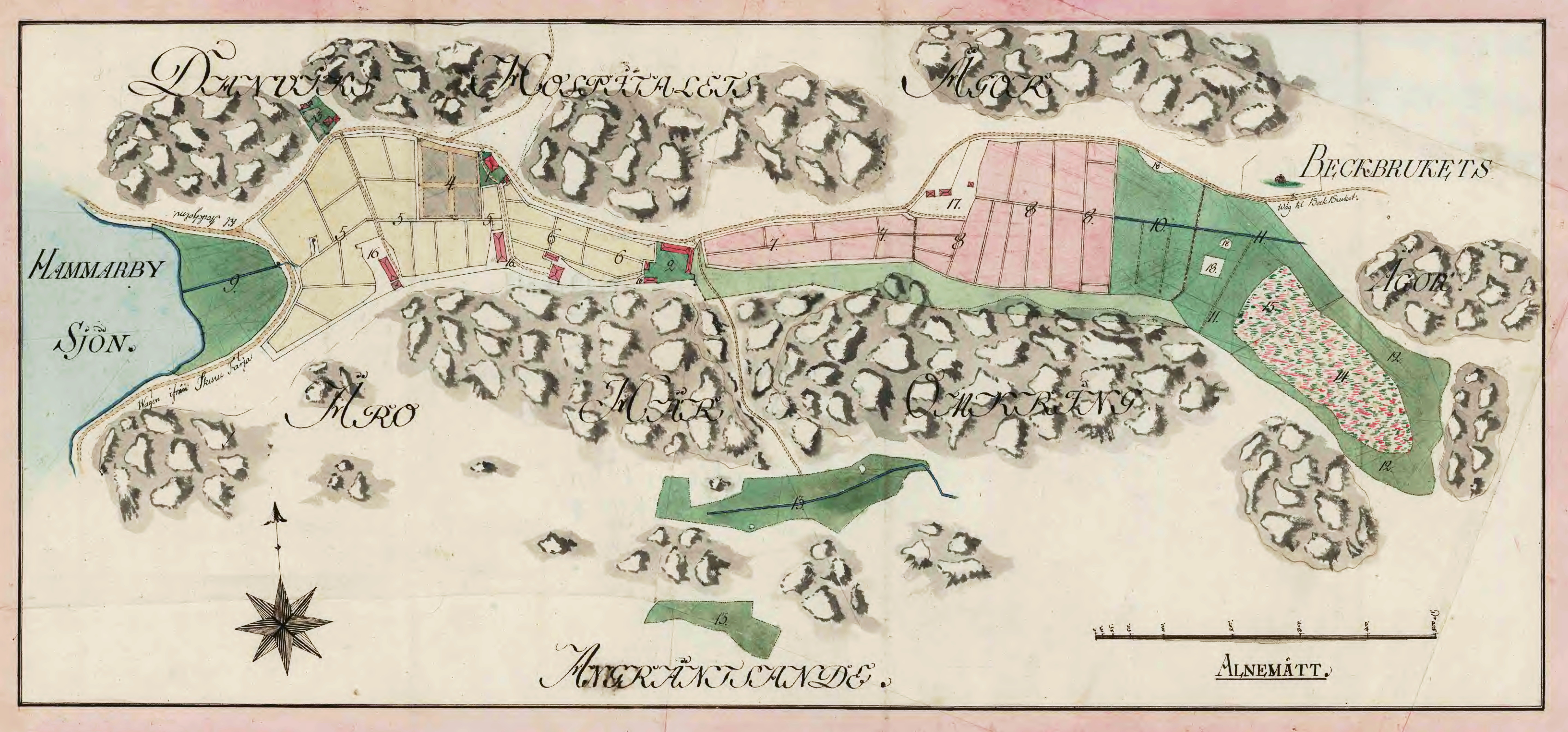
Henriksdals gård och odlingsmark på Israel Ströms arealavmätning från 1795.

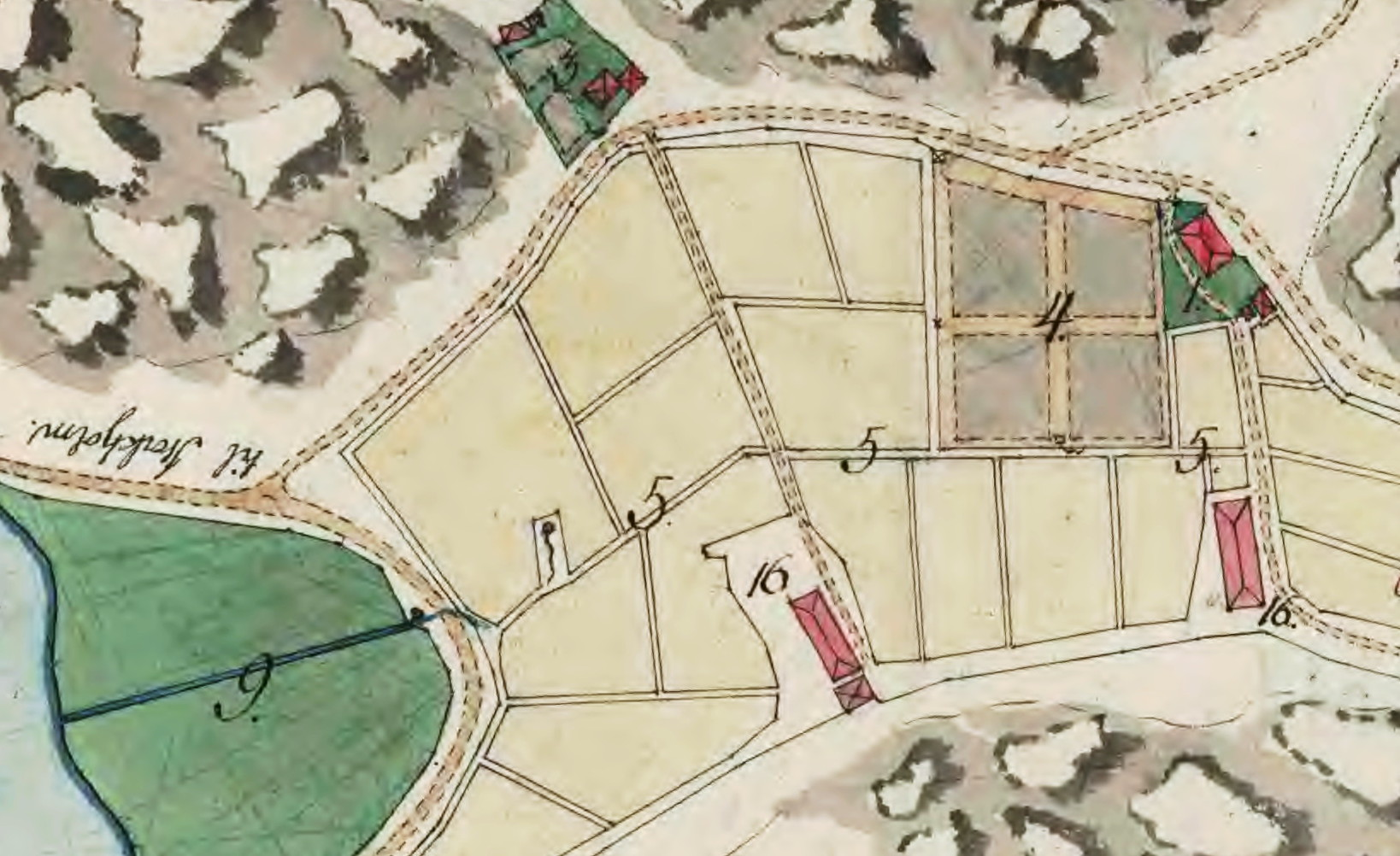
Gårdens huvudbebyggelse, 1795

Dalgången som idag bär namnet Henriksdal är en av Stockholmstraktens typiska sprickdalar. Den sträcker sig från Hammarby sjö i väster till Gäddviken i öster. Här byggde åldermannen i notfiskarämbetet Henrik (eller Hindric) Österman sig på 1760-talet en gård. Troligen är både Henriksdal och Henriksborg uppkallade efter honom. Dalgången tillhörde Danviks hospital som redan på 1640-talet hade ängsmark här. Österman härstammade från Åland och gjorde sig känd genom att han 1767 skänkte en predikstol till finska kyrkan, där han också var kyrkorådsmedlem.
På Israel Ströms uppmätningskarta från 1795 framgår dalens sträckning, dess byggnader och odlingstegar. Längst i väster med utsikt över Hammarby sjö låg huvudbyggnaden (1) som var ett mindre trähus. Intill låg en trädgård (4) och lite längre västerut fanns trädgårdsmästarens stuga med egen täppa (3). Ungefär mitt i dalgången låg den vinkelbyggda ladugården (2) och längs med hela dalgången fanns utströdda ytterligare byggnader vilka betecknades som baracker (16, 17, 18). Längs dalgångens norra sida gick landsvägen till bäckbruket vid Saltsjön och närmast Hammarby sjö passerade vägen till Danviks hospital och Stockholm.

### 1800- och 1900-talen

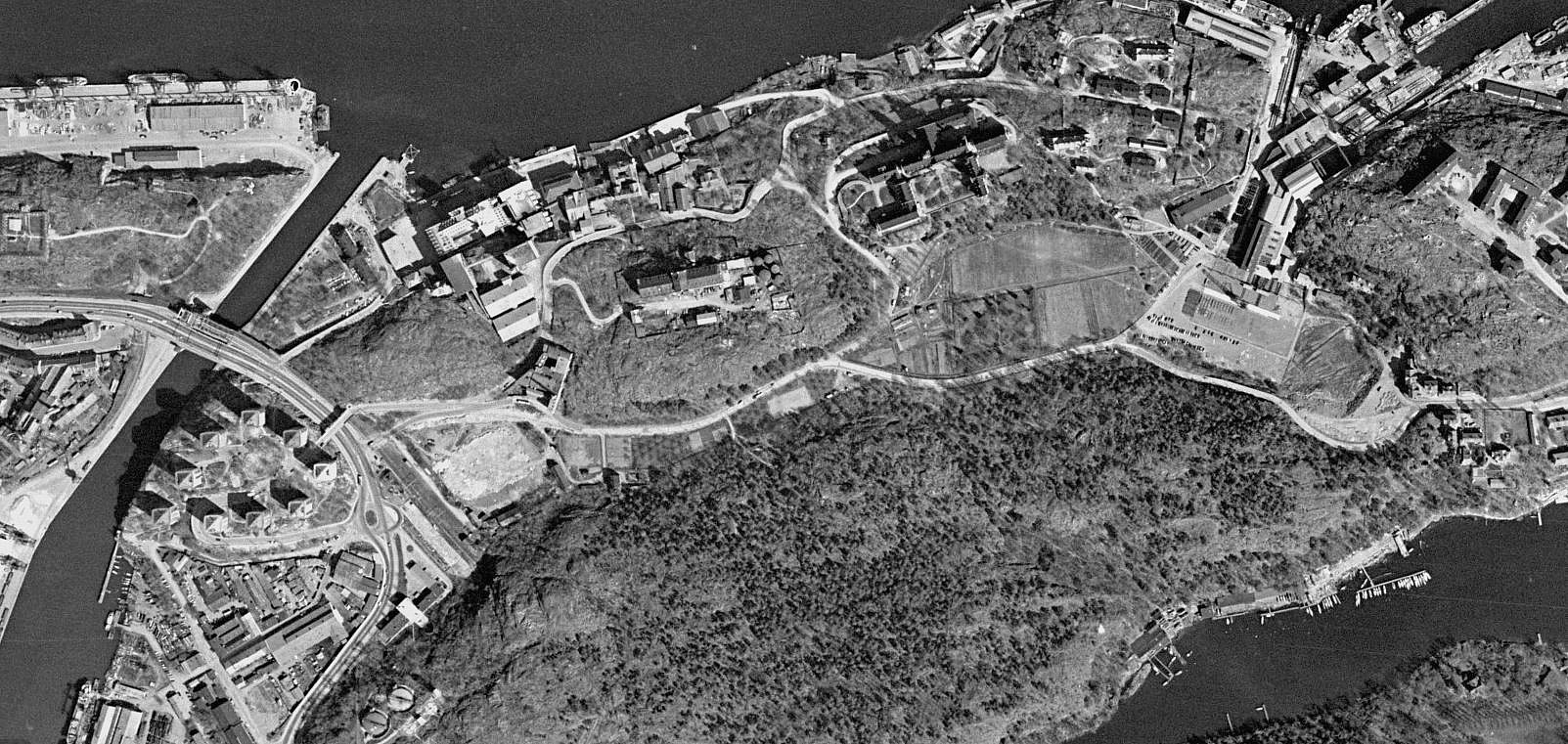
Henriksdals dalgång, 1960.

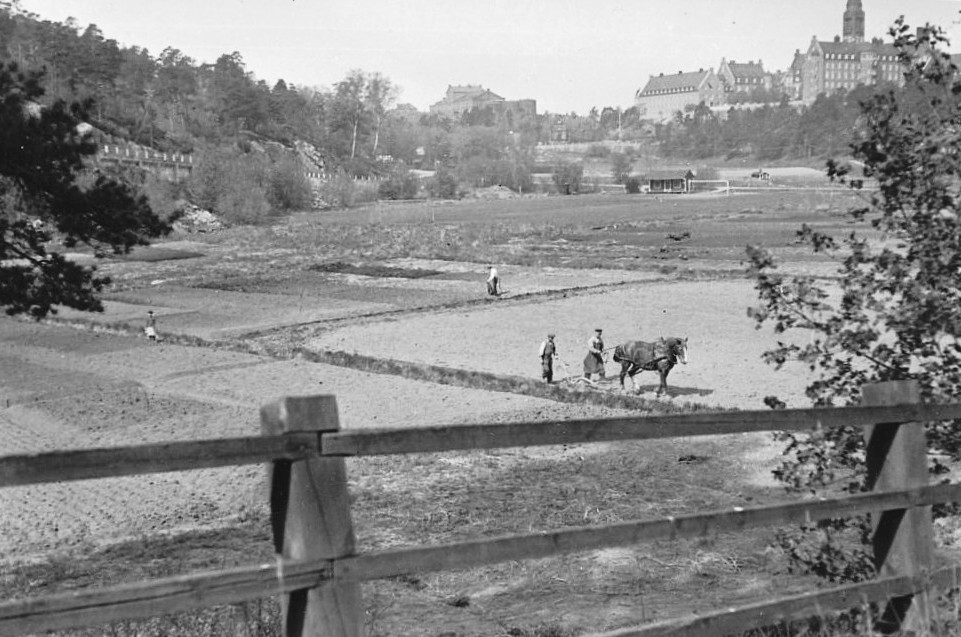
Henriksdals dalgång, vy västerut, 1937.

Under 1800-talet förändrades dalgången undan för undan. 1834 anlades i nordöstra delen en kolerakyrkogård, sedermera Danvikens begravningsplats. På 1880-talet startade två fabriker i området norr om Henriksdal. Rylander & Rudolphs Fabriks AB började med tillverkning av elektriska kol- och torrelement med mera. Deras fabriksbyggnad uppfördes strax norr om Henriksdals gårds huvudbyggnad. Dessutom flyttade AB Sommelii fabriker hit från Stadsgården. De tillverkade vegetabiliska oljor och oljefernissor.
På 1890-talet anlades Saltsjöbanan vars spår kom att sträcka sig genom dalens västra del och fick en hållplats vid Henriksdals station. Området var för övrigt i stort sett obebyggt fram till 1969 då det nuvarande bostadsområdet på Henriksdalsberget började byggas. Husen är byggda som en krans med sex-sju våningars lamellhus med en stor bilfri innergård. Arkitekter var Erik och Tore Ahlsén.
Reningsverket som finns i Henriksdal är ett av två, det andra i Bromma, som renar vattnet för de över 1 miljon människor och industrier som finns i centrala Stockholm. Från placering av Henriksdal, ovanpå Henriksdals reningsverk, har området fått smeknamnet "Dasslocket".
Danviksklippan längst i väster bebyggdes 1940–1945 med nio punkthus ritade av Sven Backström och Leif Reinius. Vid den här tiden hade punkthuset börjat prövas som bostadstyp på flera håll i Sverige. Danviksklippans punkthus med sina typiska pyramidtak har blivit ett välkänt inslag i traktens stadsbild. Danvikcenter uppfördes mittemot på en stor tomt intill Henriksdals station åren 1984 till 1986 med första inflyttning i september 1986. Största hyresgäst blev Viking Line.

### Bilder

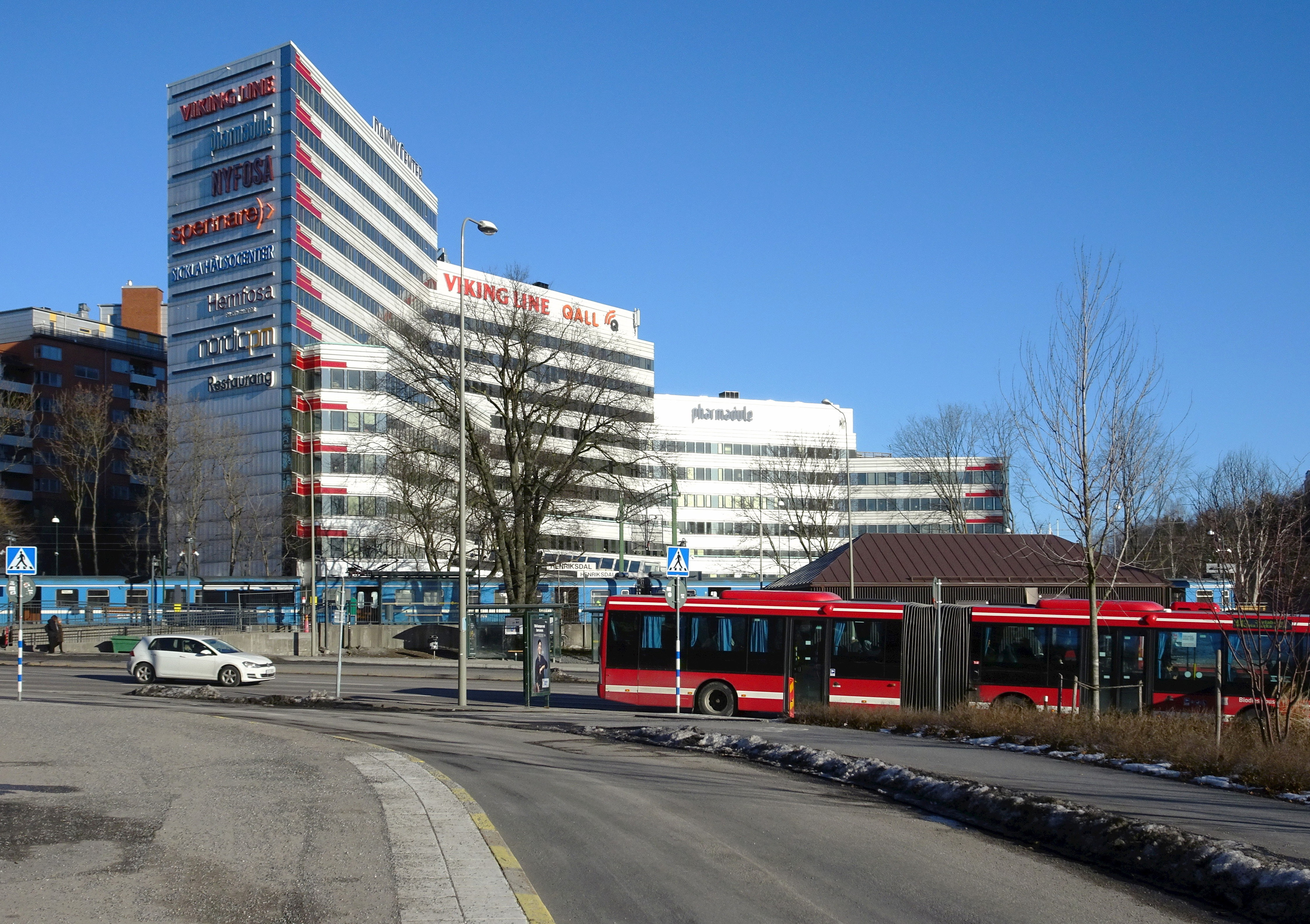
Danvikcenter och Henriksdals trafikplats.
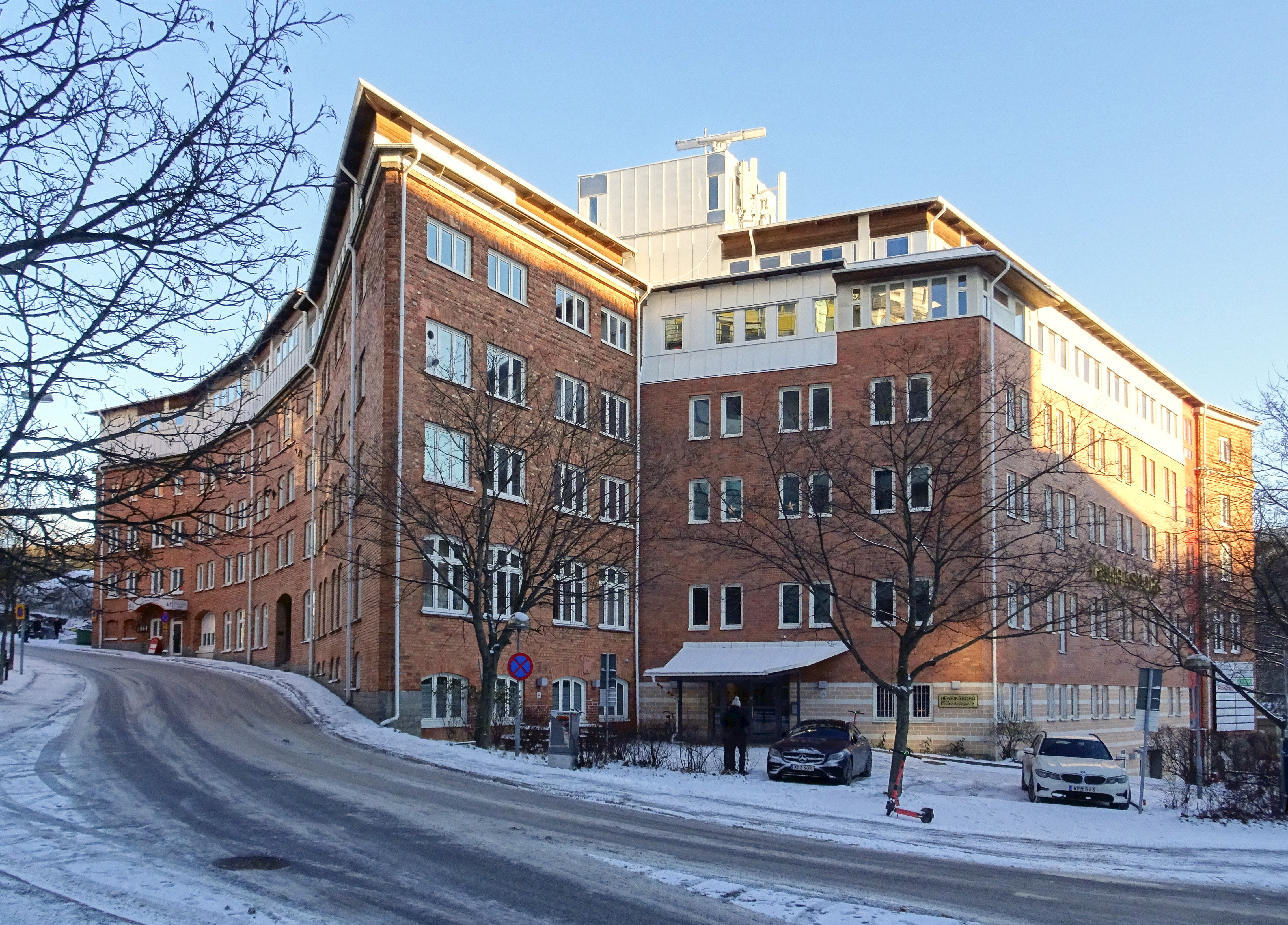
F.d. Rylander & Rudolphs Fabriks AB.
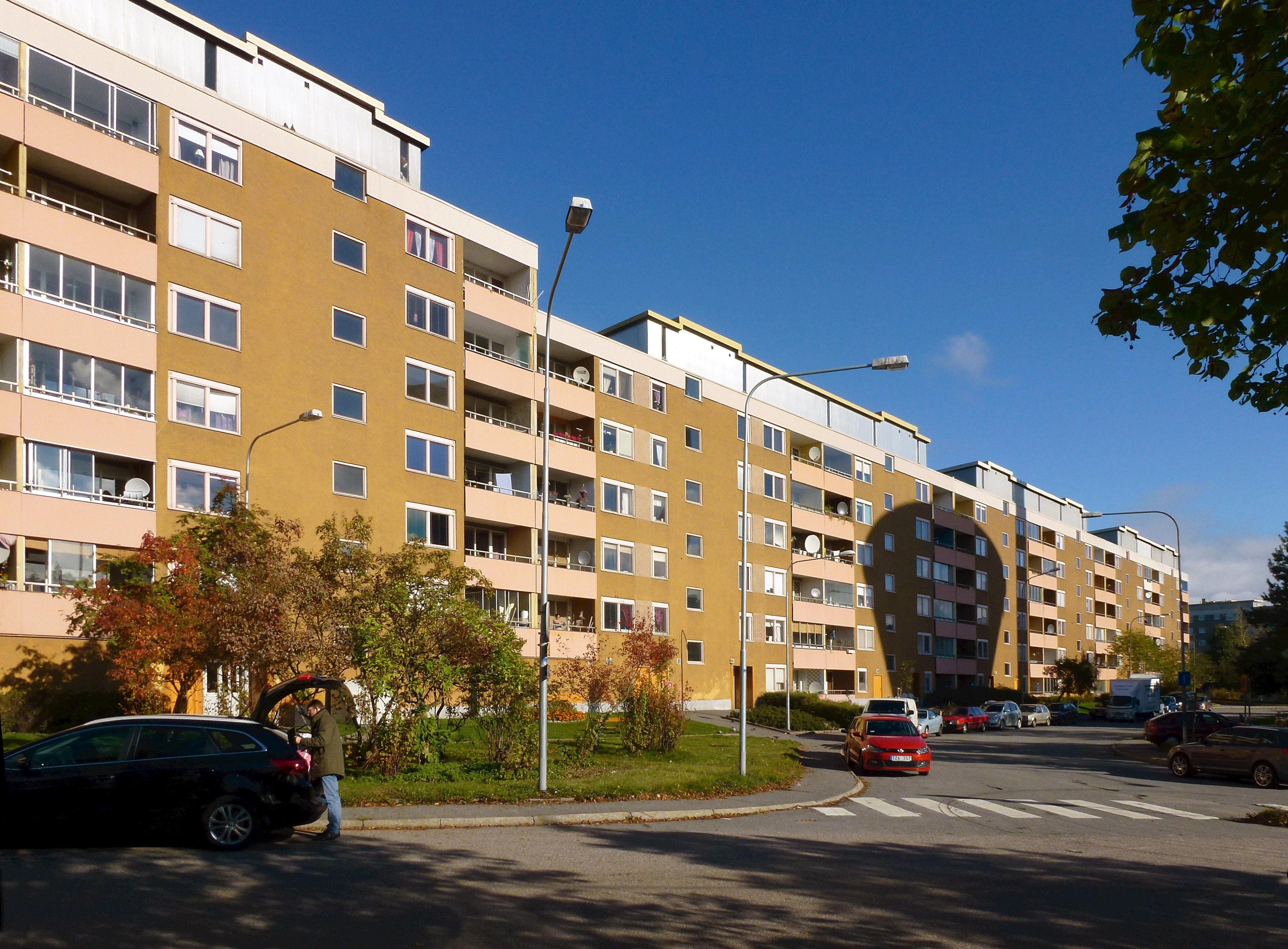
Henriksdalsbergets bostadshus.
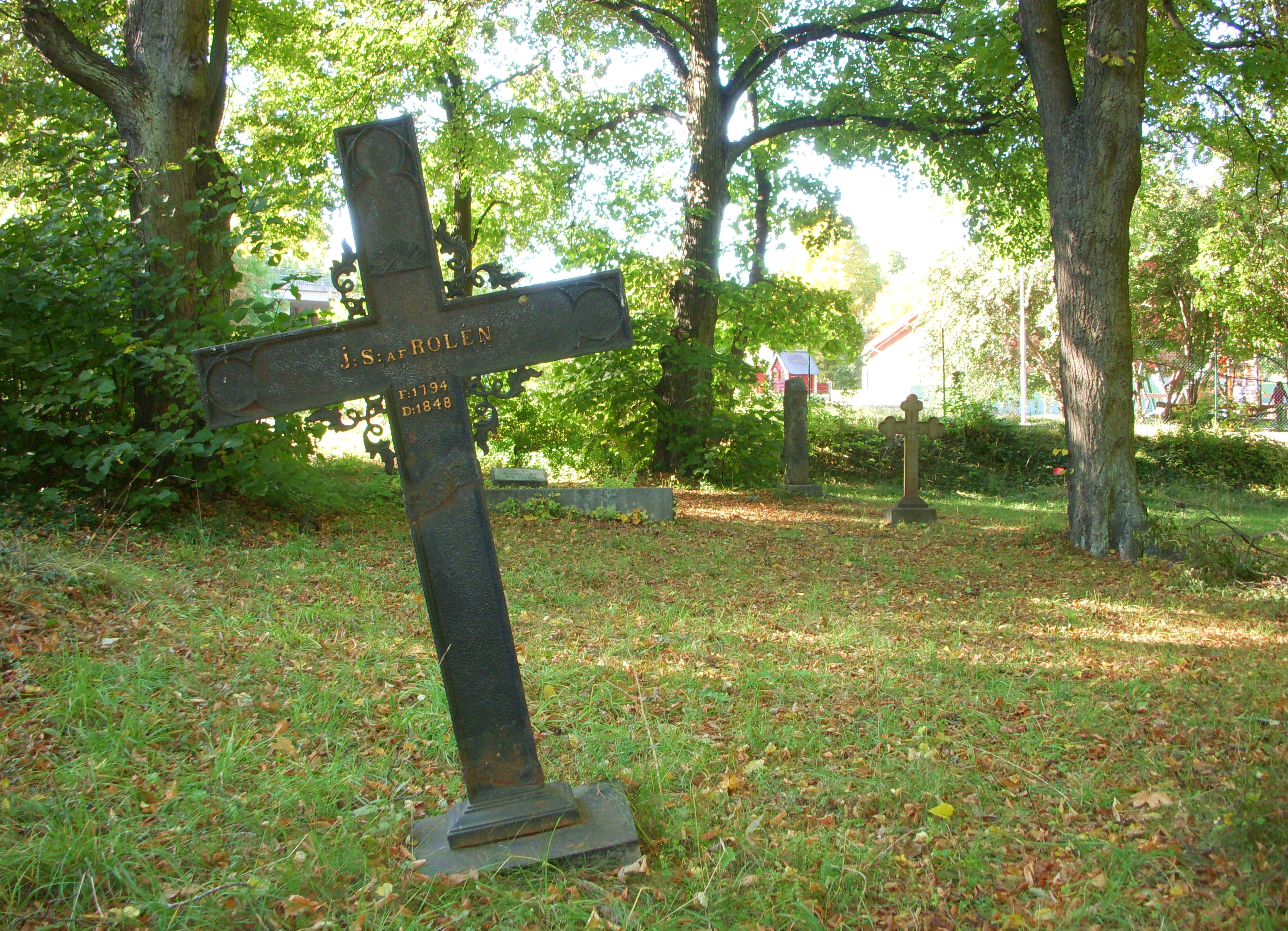
Danvikens begravningsplats.
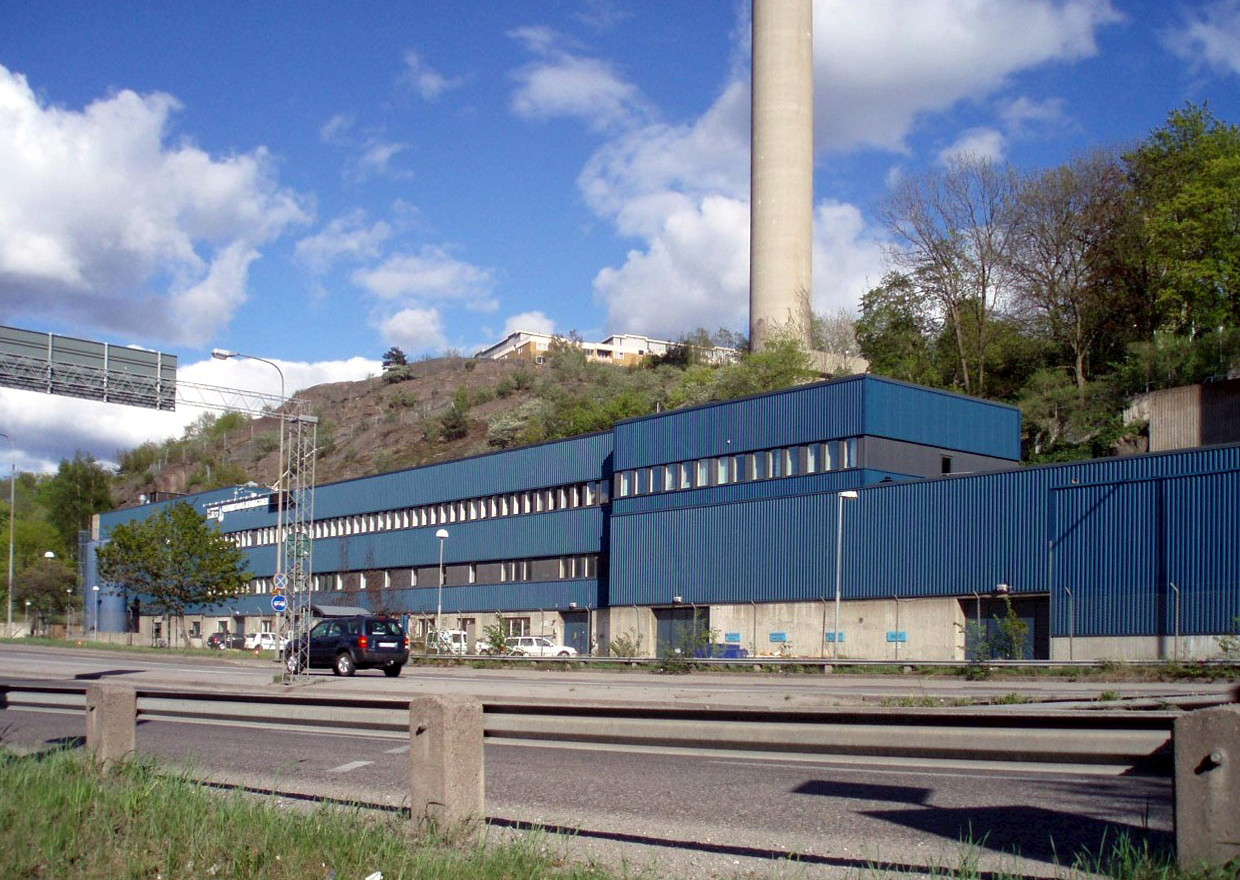
Henriksdals reningsverk.